# Wilhelm II Aragoński
Wilhelm II Aragoński (ur. 1312, zm. 22 sierpnia 1338) – książę Aten w latach 1317-1338. 
Był trzecim synem Fryderyka II, króla Sycylii, i Eleonory Andegaweńskiej. Regencję w jego imieniu sprawowali jako namiestnicy: Alfonso Fadrique (1316-1330), Odo de Novelles (1330-1332) i Mikołaj Lancia (od 1332).  